# دار مصحف إفريقيا
دار مصحف إفريقيا هي منظمة خيرية عالمية، أسست عام 1415هـ والموافق لعام (1994م) إسهاما لخدمة كتاب الله، وطباعة المصحف الشريف وتوفيره لملايين المسلمين في أفريقيا، وتتخذ من الخرطوم عاصمة السودان مقراً لها.
يشرف على إدارة الدار مجلس أمناء والذي يتكون من (45) عضواً يمثلون منظمات عالمية وشخصيات من ذوي الكفاءة والمعرفة بتعليم القرآن ونشره، ويعاون المجلس مجلس إدارة بالإضافة إلى إدارة تنفيذية.
تم افتتاح الدار في 25 ربيع الثاني 1422هــ، والموافق 16 يوليو 2001م.

## فكرة الدار
انبعثت فكرة تأسيس الدار من إحساس عميق بمدى المعاناة التي يجدها المسلم في كثير من البلاد الإفريقية في سبيل الحصول على مصحف يتعلم منه أمور دينه، ويعبد الله بتلاوة آياته الكريمة، خاصة وأن أفريقيا مع ما تعانيه من فقر وحاجة يقرأ أهلها القرآن بأربع روايات، وإنه لمن أوجب الواجبات توفير المصاحف لهم بهذه الروايات التي يتلون بها القرآن الكريم، ولا يتم ذلك إلا بالطباعة.

## أهداف الدار
1- طباعة المصحف الشريف بمختلف الروايات السائدة، وجعله في متناول المسلمين عامة ومسلمي أفريقيا خاصة.
2-توفير التسجيلات الصوتية للقرآن الكريم بالروايات المتواترة.
3-طباعة ترجمات معاني القرآن الكريم.
4-تشجيع البحث العلمي المتعلق بعلوم القرآن الكريم.